# Senko
Senko è un comune rurale del Mali facente parte del circondario di Kita, nella regione di Kayes.
Il comune è composto da 8 nuclei abitati:
- Bankoléna
- Bilifara
- Darsalam
- Grékola
- Kolamini
- Samoubougou
- Senko
- Sogonko